# Puchar UEFA (1987/1988)
Puchar UEFA 1987/1988 (ang. 1987–1988 UEFA Cup) – 17. edycja międzynarodowego klubowego turnieju piłki nożnej Puchar UEFA, zorganizowana przez Unię Europejskich Związków Piłkarskich w terminie 15 września 1987 – 18 maja 1988. W rozgrywkach zwyciężyła drużyna Bayer 04 Leverkusen.

## 1/32 finału
| Flamurtari Wlora – FK Partizan 2:0 i 1:2 1 16.09 1987 1:0 Djordjević 30s, 2:0 Iljadhi 83 2 30.09 1987 0:1 Stevanović 44k, 0:2 Vokri 61, 1:2 Kushta 76 |
| LASK Linz – FC Utrecht 0:0 i 0:2 1 16.09 1987 2 30.09 1987 0:1 van Loen 23, 0:2 Steinman 47 |
| Austria Wiedeń – Bayer 04 Leverkusen 0:0 i 1:5 1 15.09 1987 2 29.09 1987 0:1 Rolff 24, 1:1 Vebora 31, 1:2 Schreier 46, 1:3 Hörster 57, 1:4 Rolff 60, 1:5 Cha 74 |
| SK Beveren – Bohemians Praga 2:0 i 0:1 1 16.09 1987 1:0 Fairclough 15, 2:0 Fairclough 50 2 01.10 1987 0:1 Chaloupka 11 |
| Łokomotiw Sofia – Dinamo Tbilisi 3:1 i 0:3 1 16.09 1987 1:0 Zlatimow 44k, 2:0 Stojew 50k, 2:1 Cziwadze 73, 3:1 Todorow 82 2 30.09 1987 0:1 Sułakwelidze 41, 0:2 G. Guruli 73, 0:3 Cziwadze 79                                                                                       |
| EPA Larnaka – Victoria Bukareszt 0:1 i 0:3 1 16.09 1987 0:1 Enne 50 2 29.09 1987 0:1 Nuta 32, 0:2 Nuta 60k, 0:3 Augustin 82 |
| Brøndby IF – IFK Göteborg 2:1 i 0:0 1 16.09 1987 1:0 C. Nielsen 33, 1:1 L. Nilsson 77, 2:1 B. Christensen 79 2 30.09 1987 |
| Celtic F.C. – Borussia Dortmund 2:1 i 0:2 1 15.09 1987 1:0 Walker 5, 1:1 Mill 63, 2:1 Whyte 89 2 29.09 1987 0:1 Dickel 74, 0:2 Dickel 87 |
| Bohemian F.C. – Aberdeen F.C. 0:0 i 0:1 1 15.09 1987 2 30.09 1987 0:1 Bell 2k |
| FC Barcelona – CF Os Belenenses 2:0 i 0:1 1 16.09 1987 1:0 Moratalla 87, 2:0 Victor 89 2 30.09 1987 0:1 Mapuata 4 |
| Sporting Gijón – A.C. Milan 1:0 i 0:3 1 16.09 1987 1:0 Jaime Alvarez 69 2 30.09 1987 0:1 Virdis 21k, 0:2 Gullit 43, 0:3 Virdis 44k (mecz w Lecce) |
| Turun Palloseura – Admira Wacker Wiedeń 0:1 i 2:0 1 16.09 1987 0:1 Rodax 14 2 30.09 1987 1:0 Alionen 39, 2:0 Alionen 75 |
| Toulouse FC – Panionios GSS 5:1 i 1:0 1 16.09 1987 1:0 Passi 8, 2:0 Stopyra 26, 3:0 Rocheteau 48, 4:0 Marcico 52, 5:0 Marcico 87k, 5:1 Apostoris 87 2 30.09 1987 1:0 Rocheteau 57                                                                                                   |
| Panathinaikos AO – AJ Auxerre 2:0 i 2:3 1 17.09 1987 1:0 Barret 9s, 2:0 Vlachos 51 2 30.09 1987 0:1 Dutuel 23, 1:1 Vassilou 31, 1:2 Cantona 41, 2:2 Saravakos 44, 2:3 Courtet 73 |
| Budapesti Honvéd SE – KSC Lokeren 1:0 i 0:0 1 16.09 1987 1:0 Fodor 66 2 30.09 1987 |
| Tatabányai Bányász SC – Vitória SC 1:1 i 0:1 1 16.09 1987 1:0 Flotar 41, 1:1 Caio 78 2 30.09 1987 0:1 Kipulu 71 |
| Coleraine F.C. – Dundee United 0:1 i 1:3 1 16.09 1987 0:1 Sturrock 39 2 30.09 1987 0:1 Minge 8 |
| Valletta FC – Juventus F.C. 0:4 i 0:3 1 16.09 1987 0:1 M. Laudrup 26, 0:2 Alessio 39, 0:3 M. Laudrup 44, 0:4 Alessio 70 2 30.09 1987 0:1 Magrin 23, 0:2 Vignola 60, 0:3 Rush 87 |
| Mjøndalen IF – Werder Brema 0:5 i 1:0 1 16.09 1987 0:1 Riedle 6, 0:2 Ordenewitz 53, 0:3 Sauer 55, 0:4 Wolter 63, 0:5 Riedle 86 2 30.09 1987 1:0 Markussen 78 |
| Feyenoord – Spora Luksemburg 5:0 i 5:2 1 16.09 1987 1:0 Blinker 16, 2:0 Dave Mitchell 37, 3:0 Dave Mitchell 60, 4:0 van Herpen 72, 5:0 Elstrup 76 2 01.10 1987 1:0 Elstrup 24, 1:1 Di Domenico 28, 1:2 Jeitz 42, 2:2 Hoekstra 61, 3:2 Wijnstekers 62, 4:2 Hausch 65, 5:2 Elstrup 80 |
| Pogoń Szczecin – Hellas Verona 1:1 i 1:3 1 16.09 1987 0:1 Elkjaer Larsen 9, 1:1 Leśniak 59 2 30.09 1987 0:1 Elkjaer Larsen 32, 0:2 Elkjaer Larsen 40, 0:3 Di Gennaro 43k, 1:3 Hawrylewicz 81                                                                                        |
| Borussia Mönchengladbach – RCD Español 0:1 i 1:4 1 16.09 1987 0:1 Pineda 34 2 30.09 1987 0:1 Valverde 30, 0:2 Pérez 44, 0:3 Golobart 50, 0:4 Pineda 54, 1:4 Ratin 59 |
| Sportul Studențesc Bukareszt – GKS Katowice 1:0 i 2:1 1 16.09 1987 1:0 Tirlea 46 2 01.10 1987 1:0 Tirlzea 21, 2:0 Cristea 27, 2:1 Koniarek 30 (mecz w Chorzowie) |
| CS Universitatea Craiova – GD Chaves 3:2 i 1:2 1 16.09 1987 0:1 Gilberto 19, 0:2 Vermelinho 52, 1:2 Ciurea 65k, 2:2 Vancea 66, 3:2 Ghita 87 2 30.09 1987 0:1 Sławkow 5, 0:2 Vermelinho 62, 1:2 Sandoi 78                                                                            |
| Grasshopper Club Zürich – Dinamo Moskwa 0:4 i 0:1 1 16.09 1987 0:1 Borodiuk 22, 0:2 Borodiuk 44k, 0:3 Borodiuk 58, 0:4 Karatev 80 2 30.09 1987 0:1 Wasiliew 33 |
| Vítkovice Ostrawa – AIK Fotboll 1:1 i 2:0 1 16.09 1987 0:1 Kindvall 52, 1:1 Staričny 77 2 30.09 1987 1:0 Dostal 61, Houška 77 |
| Beşiktaş JK – Inter Mediolan 0:0 i 1:3 1 16.09 1987 2 30.09 1987 1:0 Feyyaz 15, 1:1 Altobelli 36, 1:2 Serena 44, 1:3 Serena 86 |
| Zenit Leningrad – Club Brugge 2:0 i 0:5 1 16.09 1987 1:0 Czukłow 8, 2:0 Żełudkow 70 2 30.09 1987 0:1 Brylle-Larsen 20, 0:2 Brylle-Larsen 39, 0:3 Ceulemans 44, 0:4 Brylle-Larsen 56, 0:5 Brylle-Larsen 69                                                                           |
| Spartak Moskwa – Dynamo Drezno 3:0 i 0:1 1 16.09 1987 1:0 Mostowoj 32, 2:0 Czerenkow 58, 3:0 Mostowoj 81 2 30.09 1987 0:1 Minge 8 |
| FK Crvena zvezda – Trakija Płowdiw 3:0 i 2:2 1 16.09 1987 1:0 Radovanović 57, 2:0 Sabanadžović 61, 3:0 Cvetković 71 2 30.09 1987 1:0 Djurović 11, 1:1 Paszew 56k, 1:2 Georgijew 67, 2:2 Binić 82                                                                                    |
| Velež Mostar – FC Sion 5:0 i 0:3 1 16.09 1987 1:0 Tuce 17, 2:0 Tuce 32, 3:0 Tuce 37, 4:0 Tuce 62, 5:0 Sisić 63 2 30.09 1987 0:1 Bergy 4, 0:2 Aziz Bouderbala 7, 0:3 Balet 22 |
| Wismut Aue – Knattspyrnufélagið Valur 0:0 i 1:1 1 16.09 1987 2 30.09 1987 0:1 Jon Gretar Jonsson 10, 1:1 Weiss 80 |

## 1/16 finału
| Brøndby IF – Sportul Studențesc Bukareszt 3:0 i 0:3 (dog), karne 0:3 1 21.10 1987 1:0 L. Olsen 14, 2:0 Steffensen 30k, 3:0 Bent Christensen 84 2 04.11 1987 0:1 Munreanu 7, 0:2 Bozesan 78, 0:3 Pana 89                                                                                                |
| Aberdeen F.C. – Feyenoord 2:1 i 0:1 1 21.10 1987 0:1 Elstrup 21k, 1:1 Falconer 34, 2:1 J. Miller 68 2 04.11 1987 0:1 Hoekstra 74 |
| Dundee United – Vítkovice Ostrawa 1:2 i 1:1 1 21.10 1987 0:1 Dostal 13, 1:1 Ferguson 24, 1:2 Dostal 77 2 04.11 1987 1:0 Dostal 37s, 1:1 Vik 76 |
| FC Barcelona – Dinamo Moskwa 2:0 i 0:0 1 21.10 1987 1:0 Amarilla 10, 2:0 Schuster 30 2 04.11 1987 |
| Toulouse FC – Bayer 04 Leverkusen 1:1 i 0:1 1 21.10 1987 0:1 Seriar 32, 1:1 Tarantini 69k 2 04.11 1987 0:1 Schreier 80 |
| Panathinaikos AO – Juventus F.C. 1:0 i 2:3 1 21.10 1987 1:0 Saravakos 6 2 04.11 1987 1:0 Saravakos 47, 1:1 Cabrini 49, 2:1 Dimopoulos 53, 2:2 Alessio 59, 2:3 Cabrini 71 k |
| A.C. Milan – RCD Español 0:2 i 0:0 1 21.10 1987 0:1 Zubillaga 41, 0:2 Pichi Alonso 49 (mecz w Lecce) 2 04.11 1987 |
| Inter Mediolan – Turun Palloseura 0:1 i 2:0 1 21.10 1987 0:1 Alionen 11 2 04.11 1987 1:0 Scifo 50, 2:0 Altobelli 74 |
| FC Utrecht – Hellas Verona 1:1 i 1:2 1 21.10 1987 0:1 Berthold 43, 1:1 van Ginkel 44 2 04.11 1987 0:1 Di Gennaro 69, 1:1 de Knock 80, 1:2 Verrips 89s |
| GD Chaves – Budapesti Honvéd SE 1:2 i 1:3 1 21.10 1987 0:1 K. Kovács 73, 0:2 Fodor 81, 1:2 Zdrawkow 87 2 04.11 1987 0:1 Sallai 22, 1:1 Jorginho 77, 1:2 Fitos 79, 1:3 K. Kovács 86 |
| Vitória SC – SK Beveren 1:0 i 0:1 (dog), karne 5:4 1 21.10 1987 1:0 Ademir 66k 2 04.11 1987 0:1 Lemoine 66 |
| Borussia Dortmund – Velež Mostar 2:0 i 1:2 1 20.10 1987 1:0 Hupe 68, 2:0 Dickel 86 2 04.11 1987 0:1 Kodro 65, 1:1 Mill 88, 1:2 Jurić 89 |
| Victoria Bukareszt – Dinamo Tbilisi 1:2 i 0:0 1 22.10 1987 0:1 Szedija 3, 0:2 Szengelija 20, 1:2 Vaiscovici 67 2 04.11 1987 |
| Spartak Moskwa – Werder Brema 4:1 i 2:6 (dog) 1 24.10 1987 1:0 Mostowoj 10, 2:0 Rodionow 35, 3:0 Rodionow 55, 3:1 Burgsmuller 80, 4:1 Pasulko 89 2 04.11 1987 0:1 Neubarth 3, 0:2 Neubarth 10, 0:3 Ordenewitz 25, 1:3 Czerenkow 71, 1:4 Sauer 78, 1:5 Riedle 100, 1:6 Burgsmüller 108, 2:6 Pasulko 109 |
| FK Crvena zvezda – Club Brugge 3:1 i 0:4 1 21.10 1987 0:1 Bayens 42, 1:1 Radovanović 53, 2:1 Cvetković 82, 3:1 Stojković 89k 2 04.11 1987 0:1 Brylle-Larsen 13, 0:2 Ceulemans 47, 0:3 Radovanovic 49s, 0:4 Bayens 88                                                                                   |
| Wismut Aue – Flamurtari Wlora 1:0 i 0:2 1 21.10 1987 1:0 Krauss 20 2 04.11 1987 0:1 Taho 3, 0:2 Vasil Ruci 72 |

## 1/8 finału
| FC Barcelona – Flamurtari Wlora 4:1 i 0:1 1 25.11 1987 1:0 Urbano 43, 2:0 Lineker 57, 3:0 Carrasco 58, 4:0 Lineker 62, 4:1 Vasil Ruci 74k 2 09.12 1987 0:1 Kushta 15 |
| Budapesti Honvéd SE – Panathinaikos AO 5:2 i 1:5 1 25.11 1987 1:0 K. Kovács 2, 2:0 Fodor 24k, 3:0 K. Kovács 33, 4:0 K. Kovács 59, 5:0 K. Kovács 63, 5:1 Saravakos 66, 5:2 Saravakos 88 2 09.12 1987 0:1 Vlachos 22, 0:2 Vlachos 37, 0:3 Antoniou 55, 1:3 Fitos 59, 1:4 Mavridis 65, 1:5 Batsinilas 82 |
| Inter Mediolan – RCD Español 1:1 i 0:1 1 25.11 1987 1:0 Serena 32, 1:1 Lauridsen 80 2 09.12 1987 0:1 Orejuela 22 |
| Hellas Verona – Sportul Studențesc Bukareszt 3:1 i 1:0 1 25.11 1987 1:0 Fontolan 25, 2:0 Pacione 28, 2:1 Coras 62, 3:1 Elkjaer Larsen 82k 2 09.12 1987 1:0 Elkjaer Larsen 67 |
| Feyenoord – Bayer 04 Leverkusen 2:2 i 0:1 1 25.11 1987 0:1 Buncol 20, 0:2 Falkenmayer 32, 1:2 Been 39, 2:2 Hoekstra 44 2 09.12 1987 0:1 Götz 30 (mecz w Kolonii) |
| Vitória SC – Vítkovice Ostrawa 2:0 i 0:2 (dog), karne 4:5 1 25.11 1987 1:0 Kioma 60, 2:0 Caio Junior 72 2 09.12 1987 0:1 Kovacik 33, 0:2 Grüssmann 88 |
| Werder Brema – Dinamo Tbilisi 2:1 i 1:1 1 25.11 1987 1:0 Neubarth 3, 2:0 Riedle 18, 2:1 Szengelija 20 2 09.12 1987 0:1 Sułakwelidze 31, 1:1 Schaaf 60 |
| Borussia Dortmund – Club Brugge 3:0 i 0:5 (dog) 1 25.11 1987 1:0 Mill 12, 2:0 Mill 64, 3:0 Anderbrügge 77 2 09.12 1987 0:1 Ceulemans 9, 0:2 L. Van der Elst 48, 0:3 L. Van der Elst 83, 0:4 F. van der Eist 97, 0:5 L. Van der Elst 107k                                                              |

## 1/4 finału
| RCD Español – Vítkovice Ostrawa 2:0 i 0:0 1 02.03 1988 1:0 Lauridsen 31, 2:0 Pineda 69 2 16.03 1988                                                         |
| Panathinaikos AO – Club Brugge 2:2 i 0:1 1 02.03 1988 1:0 Saravakos 54, 1:1 Ceulemans 57, 2:1 Antoniou 65, 2:2 Degryse 83 2 16.03 1988 0:1 Brylle-Larsen 43 |
| Hellas Verona – Werder Brema 0:1 i 1:1 1 02.03 1988 0:1 Neubarth 49 2 16.03 1988 0:1 Sauer 32, 1:1 Volpecina 53                                             |
| Bayer 04 Leverkusen – FC Barcelona 0:0 i 1:0 1 02.03 1988 (mecz w Kolonii) 2 16.03 1988 1:0 Tita 59                                                         |

## 1/2 finału
| Club Brugge – RCD Español 2:0 i 0:3 (dog) 1 06.04 1988 1:0 Ceulemans 42, 2:0 Gallart 74s 2 20.04 1988 0:1 Orejuela 10, 0:2 Losada 61, 0:3 Picchi Alonso 119 |
| Bayer 04 Leverkusen – Werder Brema 1:0 i 0:0 1 06.04 1988 1:0 Alois Reinhardt 61 2 20.04 1988                                                               |

## Finał
| RCD Español – Bayer 04 Leverkusen 3:0 i 0:3 (dog), karne 2:3 |
| 4 maja 1988 Barcelona Estadi de Sarrià (45 000) RCD Español – Bayer 04 Leverkusen 3:0 (1:0) Sędzia: Dušan Krchñák (Czechosłowacja) Bramki: 1:0 Losada 45, 2:0 Soler 49, 3:0 Losada 56 Real Club Deportivo Español (trener Javier Clemente): Thomas N’Kono – Job, Miguel Angel, Gallert, Soler, Orejuela (kapitan, 66 Golobart), Urquiaga, Iñaki, Valverde, Pichi Alonso (69 John Lauridsen), Losada Turn- und Sportverein Bayer 04 Leverkusen (trener Erich Ribbeck): Rüdiger Vollborn – Wolfgang Rolff (kapitan), Jean-Pierre de Kayser, Alois Reinhardt, Florian Hinterberger, Cha Bum-Kun (18 Falko Götz), Tita, Andrzej Buncol, Ralf Falkenmayer (75 Knut Reinhardt), Herbert Waas, Klaus Täuber |
| 18 maja 1988 Leverkusen Ulrich Haberland Stadion (22 000) Bayer 04 Leverkusen – RCD Español 3:0 (3:0, 0:0), karne 3:2 Sędzia: Johannes N. I. Keizer (Holandia) Bramki: 1:0 Tita 57, 2:0 Falko Götz 63, 3:0 Cha Bum-Kun 81 Karne: 0:1 Pichi Alonso, 0:1 Ralf Falkenmayer (obronił N’Kono), 0:2 Job, 1:2 Wolfgang Rolff, 1:2 Urquiaga (aut), 2:2 Herbert Waas, 2:2 Zuñiga (obronił Vollborn), 3:2 Klaus Täuber, 3:2 Losada (aut) Żółte kartki: Alois Reinhardt, Knut Reinhardt / Urquiaga Turn- und Sportverein Bayer 04 Leverkusen (trener Erich Ribbeck): Rüdiger Vollborn – Wolfgang Rolff (kapitan), Erich Seckler, Alois Reinhardt, Knut Reinhardt, Christian Schreier (46 Herbert Waas), Andrzej Buncol, Ralf Falkenmayer, Cha Bum-Kun, Falko Götz, Tita (62 Klaus Täuber) Real Club Deportivo Español (trener Javier Clemente): Thomas N’Kono – Miguel Angel, Golobart (73 Zuñiga), Urquiaga, Job, Orejuela (kapitan, 67 Zubillaga), Iñaki, Soler, Pichi Alonso, Losada |